# Frederick Robie

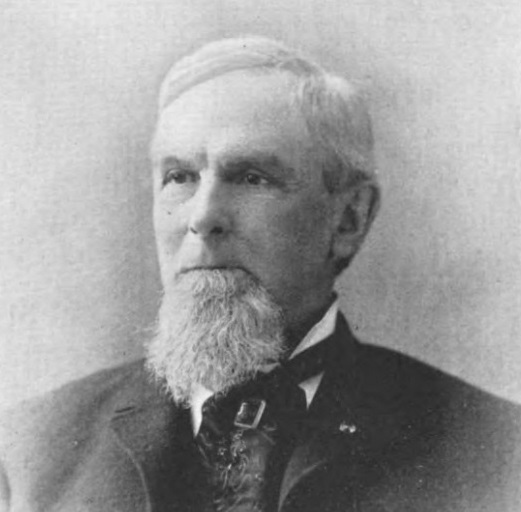
Frederick Robie

Frederick Robie (* 12. August 1822 in Gorham, Maine; † 3. Februar 1912 ebenda) war ein US-amerikanischer Politiker und von 1883 bis 1887 Gouverneur des Bundesstaates Maine.

## Frühe Jahre
Frederick Robie besuchte die Gordon Academy und dann bis 1841 das Bowdoin College. Anschließend studierte er am Jefferson Medical College in Philadelphia Medizin. Nach seinem medizinischen Examen praktizierte er in Biddeford, später dann in Waldoboro und Gorham als Arzt. Während des Bürgerkrieges war er Zahlmeister beim Unionsheer. Zwischen 1866 und 1867 saß Robie im Senat von Maine. Von 1868 bis 1878 war er Abgeordneter im Repräsentantenhaus von Maine und zeitweise dessen Präsident. Danach gehörte er zum Beraterstab des Gouverneurs von Maine. Im Jahr 1882 wurde er als Kandidat der Republikanischen Partei gegen den demokratischen Amtsinhaber Harris M. Plaisted zum neuen Gouverneur gewählt.

## Gouverneur von Maine
Robie trat sein neues Amt am 3. Januar 1883 an und blieb nach einer erfolgreichen Wiederwahl bis zum 5. Januar 1887 im Amt. Er war der erste von neun republikanischen Gouverneuren in Maine, die durchgehend regieren konnten. Erst im Jahr 1910 wurde mit Frederick W. Plaisted wieder ein Demokrat zum Gouverneur gewählt. Robies vier Amtsjahre als Gouverneur verliefen ohne besondere Vorkommnisse. Nach Ablauf seiner Amtszeit zog er sich aus der Politik zurück und arbeitete wieder als Arzt. Gleichzeitig war er im Aufsichtsrat der First National Bank of Portland und der Rochester Railroad Company.
Frederick Robie starb am 3. Februar 1912. Er wurde in seiner Heimatgemeinde Gorham beigesetzt. Frederick Robie war mit Olivia M. Priest verheiratet, mit der er vier Kinder hatte. Er war der Großneffe der Gouverneure Enoch Lincoln von Maine und Levi Lincoln von Massachusetts. Sein Enkel, der ebenfalls den Namen Frederick Robie trug, wurde Secretary of State von Maine.